# Club de Remo Puebla
El Club Remo Puebla (Puebla del Caramiñal) es un club de la provincia de La Coruña que trabaja principalmente la modalidad de banco fijo tradicional en el noroeste de España, aunque también tuvo participación en varios campeonatos gallegos y nacionales de banco móvil. 

## Historia
Fue fundado en el año 1979 por un grupo de personas de la localidad organizadas bajo la dirección de Manuel Vicente Varela Alborés que, contando con la colaboración de Carmela Arias y Díaz de Rábago (Condesa de Fenosa) patrocinó la compra de la primera trainera, a la cual se le dio el nombre de CARMELA (se mantiene en la actualidad) recuperaron para nuestro ayuntamiento uno de los deportes más tradicionales de los pueblos marineros de la ría de Arosa.

## LGT
| LGT 2006    | 11º          |
| LGT 2007    | 10º          |
| LGT 2008    | 9º           |
| LGT 2009    | 10º          |
| LGT 2010    | 15º          |
| LGT 2011    | 11º          |
| LGT B 2012  | 3º           |
| LGT B 2013: | 3º y ascenso |
| LGT A 2014  | 6º           |
| LGT A 2015  | 4º           |
| LGT A 2016  | 3º           |
| LGT A 2017  | 2º           |
| LGT A 2018  | 8º           |
| LGT A 2019  | N/P          |
| LGT B 2020  | 1º           |
| LGT A 2021  | 6º           |
| LGT A 2022  | 11º          |
| LGT A 2023  | 11º          |

- Datos: Q16516791
- Multimedia: Club de Remo Puebla / Q16516791